# The Dickies
The Dickies es un grupo estadounidense de punk rock formado en el valle de San Fernando, Los Ángeles, California en 1977.

## Historia
The Dickies estuvieron entre las primeras bandas de punk rock que aparecieron en Los Ángeles. Fueron la primera banda californiana punk en aparecer en una cadena de televisión y en firmar por una gran compañía discográfica (A&M Records).
Su estilo es camp y humorístico, influenciado por The Ramones. Gozaban de gran popularidad en Reino Unido lo que les valió llegar al Top 10 con su sencillo "Banana Splits (Tra La La Song)" en 1979. Muchas de sus letras se refieren a la cultura del Sur de California, plagadas de referencias y chistes privados, ejemplos que incluyen canciones como "Waterslide", "I'm A Cholo", "Manny, Moe, and Jack" y "(I'm Stuck in a Pagoda with) Tricia Toyota". También son conocidos por grabar varias versiones punk de clásicos del rock, como  "Nights in White Satin" de los Moody Blues, "Paranoid" de Black Sabbath, "Eve of Destruction" de Barry McGuire y "Nobody but Me" de los Isley Brothers. Entre otros covers también destacan "Pretty Ballerina" y "Hair" de The Left Banke.
Los problemas con las drogas mermaron a The Dickies considerablemente durante la década de 1980, pero han continuado tocando y grabando esporádicamente hasta hoy. El guitarrista/teclista/saxofonista Chuck Wagon (nacido Bob Davis) se suicidó tras romper con su novia en junio de 1981. Jonathan Melvoin, batería del grupo en el álbum Idjit Savant, murió de una sobredosis de heroína el 12 de julio de 1996 en Nueva York, a la edad de 34 años, durante un tour con los Smashing Pumpkins para los que tocaba el teclado.[cita requerida] El batería Karlos Kabellero murió el 22 de septiembre de 2009 por problemas coronarios. El otrora guitarrista Enoch Hain (nacido Robert Lansing, Jr.) murió el 25 de julio de 2009 de complicaciones derivadas de una neumonía.
En 1988 los Dickies escribieron e interpretaron el tema musical para la película de terror Killer Klowns from Outer Space con el batería Cliff Martínez quien también ha tocado con Red Hot Chili Peppers, The Weirdos y Captain Beefheart. Cliff tocó con el grupo desde 1988 al 1994 en los discos Second Coming, Locked N' Loaded Live in London y Idjit Savant.
En 1990, The Dickies compusieron la canción para la comedia de Lucas Reiner (hijo de Rob Reiner) Spirit of 76.
En 2010 su canción "Banana Splits (Tra La La Song)" apareció versionada en la banda sonora de la película Kick-Ass.

## Sencillos
- "Paranoid" (1978) - UK #45
- "Eve of Destruction" (1978)
- "Give It Back" (1978)
- "Silent Night" (1978) - UK #47
- "Banana Splits (Tra La La Song)" (1979) - UK #7
- "Nights in White Satin" (1979) - UK #39
- "Manny, Moe And Jack" (1979)
- "Fan Mail" (1980) - UK #57
- "Gigantor" (1980) - UK #72
- "Killer Klowns" (1986)
- "Dummy Up" (1989)
- "Just Say Yes" (1990)
- "Roadkill" (1990)
- "Make It So" (1994)
- "Pretty Ballerina" (1995)
- "My Pop the Cop" (1998)
- "Free Willy" (2001)

## Álbumes
- The Incredible Shrinking Dickies (1979)
- Dawn of the Dickies (1979)
- Stukas Over Disneyland (1983)
- We Aren't the World (1986)
- Killer Klowns From Outer Space (1988)
- Great Dictations (1989) - (álbum recopilatorio)
- Second Coming (1989)
- Locked 'N' Loaded Live In London (1991) - (álbum en directo)
- Idjit Savant (1995)
- Dogs from the Hare that Bit Us (1998)
- Still Got Live Even If You Don't Want It (1999)
- All This and Puppet Stew (2001)
- Punk Singles Collection (2002)
- Live In London (2002) - (álbum en directo)
- Dickies Go Bananas! (2008) - (álbum en directo)